# ツァーリズム
ツァーリズム（ロシア語: Царизм、英語: Czarism）は、ツァーリによるモスクワ・ロシアおよびロシア帝国の絶対君主制体制のことをさす。農奴制とともにロシアの他のヨーロッパ諸国と違う特色と後進性を形作るものである。イヴァン4世より脈々と受け継がれ、ピョートル1世の時に確立した。ニコライ2世のとき日露戦争の敗戦や血の日曜日事件、資本主義の浸透などによる人民からのツァーリへの失望によりロシア革命を招き、終わりを迎えた。
18世紀後半には、啓蒙主義が流入し、啓蒙専制君主も現れた。ピョートル大帝以降、ロシアでは、西欧化政策を取る西欧派と、旧来のロシア型政治のスラヴ派とがしのぎを削り、ツァーリの親政にも影響を及ぼした。啓蒙主義も一種の西欧派であると言える。